# Бенак (замок)
Бенак (фр. Château de Beynac) — середньовічний французький замок, розташований в долині Дордоні, на скелястому пагорбі висотою близько 100 метрів. У підніжжя пагорба лежить містечко Бенак-е-Казнак. Історична пам'ятка Франції з 1944 року.

## Історія
Вперше замок Бенак згадується у 1115 році, коли місцеві поміщики, в тому числі і Мейнар де Бенак, подарували землі засновнику монастиря Фонтевро Роберу д'Арбрісселю. На цих земля був заснований монастир Кадуїн, в архівах якого збереглися численні згадки про дарунки від родини де Бенак, які свідчать про те, що ця родина володіла значними територіями. Єдиний син Мейнара, Адемар де Бенак, помер, не залишивши нащадків, і згодом замок почав занепадати. У 1189 або 1194 році Річард I Левове Серце, повернувшись із полону, подарував замок Бенак одному із своїх найкращих лицарів — Меркадьє. Втім, вже у 1200 році Меркадьє загинув і замок повернувся у володіння родини де Бенак, ймовірно, до небожів Адемара де Бенака.
Протягом альбігойських воєн замок значно постраждав від рук хрестоносців. У вересні 1214 року, під час катарського хрестового походу воєначальник хрестоносців, Симон де Монфор, звинуватив володарів замку Бенак в катарській єресі, з метою захопити замок, який мав важливе стратегічне значення на цій прикордонній території. Хоча де Бенак і не виказував ніякого спротиву, оголосивши себе вірним васалом короля Франції, Симон де Монфор зруйнував донжон замку та цитадельні стіни. Проте, за рік де Бенак спромігся повернути собі замок, а всі люди Монфора, які там перебували в той час, були знищені.
З початком Столітньої війни замок Бенак опинився на кордоні між англійськими та французькими володіннями. Власники замку були вірні королю Франції, в той час як власники замку Кастельно на протилежному березі Дордоні були англійцями. Сама ж долина річки Дордонь стала театром військових дій, де точилися нескінченні дрібні та не дуже сутички між прибічниками англійців і французів. Замок Бенак, через своє неприступне положення на крутій скелі, так ніколи і не був захоплений.
Під час релігійних воєн XVI століття, власники Бенака, навернені до протестантської віри, активно підтримували гугенотів. У 1585 році за наказом Генріха IV оборонні споруди замку були значно перебудовані.
У 1753 році помер останній спадкоємець чоловічої статі з роду де Бенак, і замок перейшов у володіння родини де Бомон. Наприкінці XIX століття де Бомони покинули замок, але незабаром новий маркіз де Бомон вирішив тут оселитися і почав масштабну реконструкцію замку. Однак, через значну вартість відновлювальних робіт маркіз розорився, а його нащадки також не мали коштів на утримання замку. У 1962 році замок Бенак викупив Люсьєн Гроссо, який відбудував його та повернув первісний вигляд.

## Архітектура

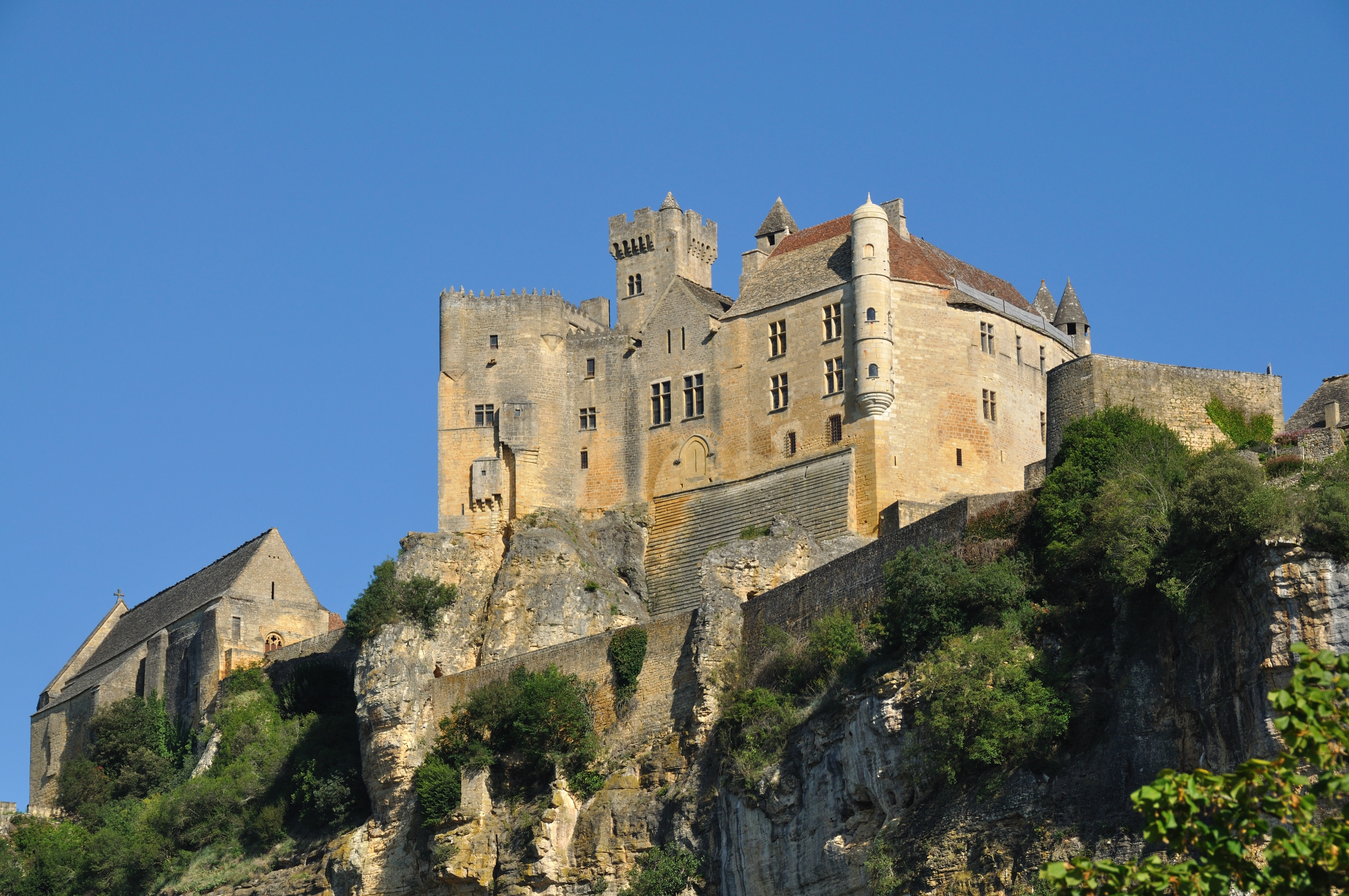
Вигляд замку з боку ріки

Замок Бенак розташований на високій скелі на березі річки Дордонь. З одного боку замок захищений стрімкою скелею, майже перпендикулярною, тому всі захисні споруди зводилися на плато з протилежного боку — подвійні зубчасті стіни із двома барбаканами та подвійний рів з водою.
Найстарішою частиною замку є великий квадратний донжон в романському стилі, з декількома прорізами для вікон і дверей, який сполучається з вартовими вежами. Всередині донжона — вузькі спіральні сходи, які ведуть до верхньої тераси, оточеної зубцями.
З одного боку до донжона прилягає житлове крило того ж періоду, що й донжон. У XVI та XVII століття ці приміщення були розширені та перебудовані. З іншого боку донжона розташоване житлове крило XIV–XVII століть.
В інтер'єрах замку залишилося дерев'яне оздоблення та стельовий розпис XVII століття. В головному залі знаходиться камін, декорований скульптурами в стилі епохи Відродження. З цього залу є прохід до невеликої каплиці, чиї стіни повністю вкриті фресками XV століття із зображеннями на біблійні теми, зокрема, П'єта, святий Христофор і Тайна вечеря. На останній в ролі хазяїна дому зображений святий Марціал, перший єпископ Ліможа.
Також в замку Бенак зберігається розкішна колекція гобеленів, що зображають сцени полювання та інші моменти з життя тогочасної шляхти.

## Замок Бенак в кінематографі
Бенак є одним з небагатьох замків, що зберегли первісний, середньовічний вигляд. Тут знімалася низка історичних та фентезійних фільмів:
- «Прибульці» — фільм 1993 року з Жаном Рено та Крістіаном Клав'є
- «Донька д'Артаньяна»  — фільм 1994 року з Софі Марсо та Філіпом Нуаре
- «Попелюшка: історія вічного кохання» (англ. Ever After) — фільм 1998 року з Дрю Беррімор
- «Жанна д'Арк» — фільм 1999 року з Милою Йовович, Фей Данавей, Дастіном Хоффманом, Венсаном Касселем і Джоном Малковичем.